# Vegelate
El término vegelate es a veces utilizado peyorativamente para describir chocolate que contiene grasas distintas de la manteca de cacao, la frasa obtenida del cacao en grano.
En algunas naciones, incluyendo Dinamarca, Irlanda, Portugal, Suecia, Finlandia, y Reino Unido, algunos productos populares de chocolate contienen una proporción de grasa vegetal (normalmente hasta un 5%). En otra parte, tales grasas no se utilizan, y en algunas áreas (principalmente España e Italia) las leyes prohíben otras grasas que se utilicen en los productos de chocolate. En particular, las leyes de algunos miembros de la Unión Europea requieren el uso sólo de manteca de cacao. Los fabricantes de chocolate y otros en esas naciones se ponen en una vigorosa campaña para mantener (y de hecho ampliar) estas prohibiciones contra los productos de chocolate "deficientes" de otras naciones, especialmente Reino Unido.
Una facte de esta campaña fue la de afirmar que el chocolate que es utilizado en cualgquier grasa vegetal no era chocolate verdadero y no se debería permitir utilizar el nombre calificado de "chocolate". Una variedad de nombres alternativos se presentaron, pero la sugerencia francesa de "vegelate" fue la más popular. A pesar de muchas historias en la prensa británica, la palabra nunca fue oficialmente utilizada por Unión Europeo ni tampoco su uso es obligatorio.
La palabra también ha sido utilizada (raramente) fuera de EC como un nombre peyorativo barato de chocolate.
En Estados Unidos, los productos de confitería no pueden ser etiquetados como chocolate sí contienen grasas vegetales 21 CFR 163.130 y otros. Cuando las grasas vegetales están presentes, el artículo debe ser etiquetado como chocolate con sabor a caramelo.